# Пілігрим (премія)
Премія Пілігрим (англ. «Pilgrim Award») вручається Асоціацією дослідження наукової фантастики (АДНФ (англ. SFRA))  за життєві досягнення в галузі наукової фантастики. ЇЇ було засновано 1970 року і названо на честь книги «Пілігрими крізь простір і час: тенденції у науково-фантастичній та утопічний белетристиці» (англ. «Pilgrims Through Space and Time: Trends in Scientific and Utopian Fiction») помітного американського дослідника фантастики Дж. О. Бейлі (1903 – 1979). До речі, першу нагороду було вручено саме Бейлі.
У 2019 році нагороду було перейменовано на «Премію АДНФ за пожиттєвий внесок до стипендію SF».

## Одержувачі
- 1970 – Дж. О. Бейлі[en] (США)
- 1971 – Марджорі Гоуп Ніколсон[en] (США)
- 1972 – Юлій Кагарлицький (СРСР)
- 1973 – Джек Вільямсон (США)[1]
- 1974 – І. Ф. Кларк[en]  (Велика Британія)
- 1975 – Деймон Найт (США)
- 1976 – Джеймс Е. Ганн (США)
- 1977 – Томас Д. Кларсон[en] (США)
- 1978 – Браєн В. Олдіс (Велика Британія)
- 1979 – Дарко Сувін[en] (Канада)
- 1980 – Пітер Нікколз (Австралія)
- 1981 – Сем Московиць (США)
- 1982 – Ніл Беррон[en]  (США)
- 1983 – H. Брюс Франклін[en]  (США)
- 1984 – Еверетт Ф. Блайлер[en]  (США)
- 1985 – Семюел Р. Ділейні (США)
- 1986 – Джордж Е. Слюссер[en]  (США)
- 1987 – Ґері К. Вольф (США)
- 1988 – Джоанна Расс (США)
- 1989 – Урсула К. Ле Гуїн (США)
- 1990 – Маршалл Тимн[en] (США)
- 1991 – П’єр Версен[fr] (Франція)
- 1992 – Марк Р. Хіллегас (США)
- 1993 – Роберт Реджинальд (США)
- 1994 – Джон Клют (Велика Британія)
- 1995 – Вівіан Собчак[en] (США)
- 1996 – Дейвід Кеттерер (Канада)
- 1997 – Марлен Баррр[en] (США)
- 1998 – Л. Спрег де Кемп (США)
- 1999 – Браєн Стейблфорд (Велика Британія)
- 2000 – Гел В. Голл (США)
- 2001 – Дейвід Н. Самуельсон  (США)
- 2002 – Майк Ешлі[en] (Велика Британія)
- 2003 – Ґері Вестфал[en] (США)
- 2004 – Едвард Джеймс[en] (Велика Британія)
- 2005 – Жерар Клайн (Франція)
- 2006 – Фредрік Джеймсон (США)
- 2007 – Альгіс Будріс (США)
- 2008 – Ґвінет Джоунз (Велика Британія)
- 2009 – Браян Еттебері[en] (США)
- 2010 – Ерік Рабкін (США)
- 2011 – Донна Гаравей (США)
- 2012 – Пемела Сарджент[en] (США)
- 2013 – Н. Кетрін Хейлз[en] (США)
- 2014 – Джоан Ґордон (США)
- 2015 – Генрі Дженкінс (США)
- 2016 – Марк Булд (Велика Британія)
- 2017 – Том Мойлан[en] (Ірландія)
- 2018 – Карл Фрідман[en] (США)
- 2019 – Джон Рідер
- 2020 – Шерріл Вінт
- 2021 – Вероніка Холлінгер
- 2022 – Роджер Лакгьорст[en]
- 2023 – Стівен Шевіро[en]

## Зовнішні посилання
- Офіційний веб-сайт SFRA